# أنشطة وكالة الاستخبارات الباكستانية في البوسنة والهرسك
يُزعم أن وكالة الاستخبارات الباكستانية قامت بتشغيل برنامج استخبارات عسكري نشط خلال حرب البوسنة والهرسك التي بدأت في عام 1992 واستمرت حتى عام 1995. ويُزعم أن الفريق جاويد ناصر أعدّ وأشرف على البرنامج وقام بتوزيع وتنسيق الإمداد المنتظم للأسلحة إلى جيش جمهورية البوسنة والهرسك أثناء الحرب. تم تنظيم فرقة وكالة الاستخبارات الباكستانية البوسنية بمساعدة مالية مقدمة من المملكة العربية السعودية وفقا للمؤرخ البريطاني مارك كورتيس.
أعلنت باكستان في اجتماع للدول الإسلامية في جنيف في يوليو 1995 أن حظر الأسلحة الذي تفرضه الأمم المتحدة غير قانوني. وصرح فاروق ليغاري رئيس باكستان آنذاك بأن «السياسة الغربية المتمثلة في استرضاء المعتدين الصرب لن تؤتي ثمارها». أعلنت باكستان لاحقا أنها ستوفر أسلحة للحكومة البوسنية على الرغم من حظر الأسلحة الذي تفرضه الأمم المتحدة. أصبحت باكستان رابع أكبر مساهم بقوات في قوات حفظ السلام التابعة للأمم المتحدة في البوسنة وتعهدت بإبقاء جنودها هناك لحماية مسلمي البوسنة والهرسك ومواجهة الصرب بينما أرادت فرنسا ودول أخرى سحب قواتها حفاظًا على سلامة جنودها.
اعترف ناصر لاحقا أنه على الرغم من حظر الأسلحة الذي تفرضه الأمم المتحدة في البوسنة والهرسك قامت وكالة المخابرات الباكستانية بنقل أسلحة مضادة للدبابات وصواريخ إلى جيش جمهورية البوسنة والهرسك مما قلب الطاولة لصالح البوشناق وأجبر الصرب على رفع الحصار. في عام 2011 طالبت المحكمة الجنائية الدولية ليوغوسلافيا السابقة باحتجاز مدير المخابرات الباكستانية السابق لدعمه المزعوم لجيش جمهورية البوسنة والهرسك ضد جيش جمهورية صرب البوسنة في التسعينيات وقد رفضت حكومة باكستان تسليم ناصر إلى محكمة الأمم المتحدة بدعوى اعتلال الصحة.
خلال ذروة الصراع قامت وزارة الخارجية الباكستانية بإجلاء العديد من البوسنيين المعرضين للخطر من مناطق الصراع الذين هاجروا إلى باكستان. تم ذكر الطبيعة الصغيرة للبرنامج وإبرازها في المسلسل الدرامي الباكستاني ألفا برافو تشارلي عام 1998. منذ ذلك الحين تحسنت العلاقات الخارجية بين باكستان والبوسنة والهرسك.